# Del Amo
Del Amo – naziemna stacja linii niebieskiej linii metra w Los Angeles znajdująca się na platformie nad Del Amo Boulevard przy skrzyżowaniu z Santa Fe Avenue na terenie osady Rancho Dominguez w pobliżu granicy z miastem Carson. 
Stacja wyposażona jest w  parking typu Parkuj i Jedź na 280 miejsc postojowych.
Stacja techniczno-postojowa Division 11 Yard niebieskiej linii metra znajduje się pomiędzy stacjami Del Amo i Wardlow.

## Godziny kursowania
Tramwaje kursują codziennie od około godziny 5:00 do 0:45

## Miejsca użyteczności publicznej
- Dignity Health Sports Park
- Del Amo Swap Meet

## Połączenia autobusowe
- Metro Local: 202
- Carson Circuit: D, G
- Long Beach Transit: 191, 192, 193, 194